# Райполтскирхен
Райполтскирхен (на немски: Reipoltskirchen) е община в Рейнланд-Пфалц, Германия с 358 жители (към 31 декември 2015).
Селището е споменато в документ за пръв път през 1198 г. и е столица на имперското господство Райполтскирхен, което съществува до 1792 г.
- Замъкът Райполтскирхен ок. 1830